# Hexatoma (Eriocera) zonata
Hexatoma (Eriocera) zonata is een tweevleugelige uit de familie steltmuggen (Limoniidae). De soort komt voor in het Neotropisch gebied.